# Thrichomys inermis
Thrichomys inermis — вид гризунів родини щетинцевих, який поширений на височинах Шапада Діамантіна  (порт. Chapada Diamantina), штат Баїя, Бразилії. Зустрічається в галерейних лісах у відкритих місцевостях, в серрадо й оголеннях скельних порід.

## Генетика
Каріотип: 2n=26, FN=48.

## Загрози та охорона
На цього щура полюють заради м'яса і він може страждати від пожеж. Зустрічається природоохоронній зоні (Національний парк Шапада-Діамантина).